# Шпигун, який мене кинув
«Шпигун, який мене кинув» (англ. The Spy Who Dumped Me) — американський комедійний бойовик режисерки Сюзанни Фогель та написаний у співавторстві Фогель й Девіда Ісерсона. У головних ролях Міла Куніс, Кейт Маккінон, Джастін Теру, та Сем Хьюен, й розповідає про двох кращих подруг, за якими ганялися вбивці по всій Європі бо один з їх колишніх хлопців виявляється агентом американської розвідки. Світова прем'єра фільму — 2 серпня 2018 року, в український кінопрокат фільм вийшов 9 серпня 2018 року.

## Сюжет
Одрі та Морган, найкращі подруги з Лос-Анджелеса, несподівано опиняються в епіцентрі міжнародної змови, коли колишній Одрі заявляється до неї з натовпом кровожерливих убивць, що йдуть по сліду. Виявляється, що він — спецагент американської розвідки. На дівчат чекають засідки, перегони через усю Європу та стрілянина. 

## У ролях
| Актор                | Роль             |
| -------------------- | ---------------- |
| Міла Куніс           | Одрі             |
| Кейт Маккінон        | Морган           |
| Джастін Теру         | Дрю Тейер        |
| Сем Хьюен            | Себастьян Геншоу |
| Іванна Сахно         | Надєжда          |
| Джилліан Андерсон    | Венді            |
| Хасан Мінгадж        | Даффер           |
| Фред Меламед         | Роджер           |
| Кев Адамс            | водій Лукас      |
| Олафур Дарі Олафссон | фінський турист  |
| Джейн Куртін         | Керол            |
| Пол Рейзер           | Арні             |

## Виробництво
Основні зйомки розпочалися у Будапешті, в липні 2017 року. Також зйомки проходили у Празі, Відні та в вересні у Амстердамі, де вони й закінчилися.

## Випуск
Прем'єра відбулася у театрі «Regency Village» в Лос-Анджелесі 25 липня 2018 року. Кінопрокат фільму був запланований на 6 липня 2018 року, але після «феноменального скринінг-тесту» прокат було перенесено на місяць на 3 серпня, для того, щоб уникнути переповненого липня.